# Sina Weibo
Sina Weibo (chiń. 新浪微博) – chiński serwis internetowy o charakterze platformy mikroblogowej, umożliwiający udostępnianie krótkich wiadomości tekstowych. Pod względem funkcjonalności przypomina serwis Twitter i bywa nazywany „chińskim Twitterem”.
Platforma została założona w 2009 roku. Z usług Sina Weibo korzysta każdego miesiąca ponad 100 mln użytkowników (doniesienia z 2014 roku).
W 2013 roku przychody korporacji Sina Weibo wyniosły 188 mln dolarów amerykańskich.
Treści zamieszczane w serwisie podlegają państwowej cenzurze.